# Elpidia ninae
Elpidia ninae is een zeekomkommer uit de familie Elpidiidae.
De wetenschappelijke naam van de soort werd in 1975 gepubliceerd door George M. Belyaev.